# أحمد مفتي زادة
العلامة أحمد مفتي زاده‌ (1933-1993) (کردي: کاکه‌ ئه‌حمه‌د موفتیزاده ‌- Kurdi: Kak Ehmed Muftyzade فارسي: احمد مفتیکزاده‌) کان أحد المفکرین والساسة الدینیین السنة المؤثرین بین الکرد في إيران. عرف لدوره القیادي في مطالبته بحقوق الکرد القومیة وحقوق السنة الدینیة في إيران أثناء الثورة الإسلامیة في إيران. قاد مفتي زاده‌ احدی التشکیلات السیاسیة الکردیة الأساسیة الثلاث في إيران أثناء الثورة الإسلامیة.
ولد في عائلة متدینة عريقة، وكان والده وعمه من أكابر علماء الدین السنة في كردستان إيران.
فشلت مفاوضات مفتي زاده‌ مع النظام الإسلامي في إيران وانتهت المفاوضات بإصدار السلطات امرا باعتقاله ومجموعة من قادة الحرکة التي کان یقودها. توفي مفتي زاده‌ بعد فترة قصیرة من إطلاق سراحه عام 1993 بسبب التعذیب وسوء المعاملة الذان تعرض لهما أثناء فترة اعتقاله.

## بروز التاثیر
أحمد مفتي زاده‌ کان قائدا قومیا وإسلامیا برز في إيران أثناء حکم الشاه قبیل الثورة الإسلامیة في إيران عام 1979. کان اکثر السنة تاثیرا في إيران ویعد الزعيم الروحي لأهل السنة.
و اشتهر بین الکرد بعد أن أصبح مطاردا من نظام الشاه لمطالبته بحکم ذاتي للکرد في إيران.
کان مفتي زاده‌ ابن المفتي الشرعي لمنطقة کردستان في إيران لکنه قرر ان لا یاخيذ دور المفتي بعد وفات والده. درس مفتي زاده‌ في جامعة طهران وهناك تمکن من التواصل مع أعضاء الحزب الدیمقراتي الکردستاني المحظور، وبدأ
عنده الفکر السیاسي منذ کان طالبا في جامعة طهران. ترك جامعة طهران وبداء یزور عدة مراکز ذات تاثیر دیني في مدن حلبجة، وبیاره‌، وخانقین في کردستان العراق بسبب القیود المفروضة علی المدارس الإسلامیة السنية في إيران.
کان مفتي زاده‌ خطیبا لصلاة الجمعة في مدینة سنه‌(سنندج) في کردستان إيران عام 1970، حیث بداء یکتسب تایید المتدینین الکرد من حوله لانه کان یعترض علی المعاملة السیئة لکل من الکرد کاقلیة قومیة والسنة کاقلیة طائفیة في إيران. واکتسب ایضا تایید الکرد الذین لم یکونوا راضین عن مستوی أداء الحرکات القومیة الکردیة في إيران أثناء فترة الاقتتال الداخلي حیث کان یدعو الی ترك العنف وعدم اقتتال الأحزاب والملشیات فیما بینها. حبس مفتي زاده‌ وبعض مؤیدیه في فترة حکم الشاه عام 1979 بعدما أصبحت حرکته السیاسیة معروفة للسلطات المحلیة ولکن تم إطلاق سراحهم بعد اقل من شهر من الاعتقال.

## الدور القیادي اثناء الثورة الاسلامیة
بحلول الثورة الإسلامیة عام 1978 کان مفتیزاده‌ قد أسس حرکته السیاسیة الإسلامیة مع رفاقه الکرد الذین ایدوه في فکرة تاسیس دولة إسلامیة دیمقراطیة في إيران مع حکم ذاتي للکرد في اطار الدولة الایرانیة. في عام 1978 أسس مفتي زادة (مکتبی قورئان) المدرسة القرآنیة في مدینة سنه‌ (سنندج) في کردستان إيران، فالتف حوله شباب منطقة كوردستان وعموم شباب إيران من أهل السنة والجماعة.
أسس مجلس شورى أهل السنة والجماعة (شمس) واشتهر بمنحاه السلفي ونجح في جمع کلمة أهل السنة في إيران من الكرد والبلوش والتركمان الذين يقيمون على حدود الجمهوريات الإسلامية شرق بحر قزوين وكذلك قوم طوالش الذين يقطنون الحدود الشمالية الغربية لایران. وکان ینادي بتوحید جهود السنة في إيران.
وهو من المتبحرين في العلوم الشرعية يتميز بسلوك إسلامي مترفع عن الترف والاستكبار والعلو في الأرض ساهم في الثورة على الحكم الإمبراطوري الشاهنشاهي وكرس جهوده لدعم الثورة بتوعية أهل السنة والنهوض بهم لمسايرة إخوانهم الشيعة في وجه الطغاة وساهموا في الثورة مساهمة فعالة وقدموا في سبيل ذلك قافلة من الشهداء من خيرة أبنائهم، وقد وقف هذا التجمع موقف المعارض من العملیات العسکریة التنظيمات الكردية الأخرى ذات الميول الانفصالية، كما كان أحمد مفتي زاده عضواً في مجلس الثورة ومجلس الشورى الإسلامي في إيران.
وجهت الکثیر من الانتقادات لمفتي زاده من الشیوعیین والقومیین في مدینة سنه‌ (سنندج) لکونة یدعو الی دولة إسلامیة. بالرغم من المواجهات والاختلاف في الراي بخصوص اشتراك الکرد في الثورة الإسلامیة، احتفض مفتیزادة بعلاقات محایدة مع حرکات علمانیة اکثر تاثیرا مثل الحزب الدیمقراطي الکردستاني.
بعد عدة مناقشات مع قائد الثورة الإسلامیة في إيران، آیة الله الخمیني، عبر وسطاء. ذکر ان مفتي زاده‌ کان قد قال ان الظمانات لحکم ذاتي في کردستان موجود في جیبي. لقد عرض قادة الثورة الإسلامیة عدد من الظمانات لحکم ذاتي للکرد في إيران مقابل دعم الکرد للثورة الإسلامیة.

## الحبس والتعذیب
بعد ثلاث سنوات من الثورة الإسلامیة وقبیل العملیات العسکریة التي قادتها حکومة الجمهوریة الإسلامیة الجدیدة ضد الکرد، أعلن مفتی زاده‌ ان اتفاقیته مع الحکومة الجدیدة لم تطبق، وانه لم یعد یدعم الحکومة الإسلامیة. استقال من الهیئة الاستشاریة التي کان عضوا فیها وتنازل عن قیادة الحرکة الکردیة التي أسسها.
اعتقل مفتي زاده‌ عام 1983 من قبل السلطات الایرانیة بحجة انه کان یشکل خطرا علی الأمن القومي، واصدرت محکمة لاحقا حکما علیه بالسجن 5 سنوات، وبعد انقضاء السنوات الخمس طلبت السلطات منه ان یقدم تعهدا خطیا بانه‌ لن یکون له أي نشاط دیني أو سیاسي لکنه رفض کتابة التعهد ولبث في السجن 5 سنوات آخر. لم تعلن أي جهة حکومیة ایة تهمة محددة ضد مفتي زاده‌ ابدا.
حبس مفتي زادة في زنزانة منفردا ولم یسمح له بالاختلاط بالسجناء الآخرین. وردت تقاریر عن تعرض مفتي زاده‌ للتعذیب الشدید المستمر أثناء فترة الحبس علی ید السلطات.

## وفاته
توفي مفتي زاده‌ بعد أسبوعین من إطلاق سراحه وكان قد اشتد عليه المرض وأصيب بالعمى، وكان آخر وصاياه للمقربین منه: أوصيكم الا تخافوا إلا الله.
ذکر اقارب مفتي زاده‌ ان معظم عظام جسد مفتي زاده‌ کانت قد تعرضت للکسر أثناء التعذیب، وان سبب وفاته کان التعذیب الشدید الذي تعرض له علی ید السلطات.
بعد وفاة مفتي زاده‌ القت السلطات الایرانیة القبض علی بعض رفاقه بما فیهم بعض الشخصیات المؤثرة مثل ناصر سبحاني وفرسد فروغ الذان القي القبض علیهم وتم قتلهم من قبل السلطات الایرانیة للقضاء علی أي فرصة محتملة لقیام أي حرکة ثوریة من قبل فصیل مفتي زادة.

## وصلات خارجية
- العلاقات الدولية للإخوان كما يراها يوسف ندا ح2 - برنامج شاهد علي العصر - قناة الجزيرة - ويتحدث يوسف ندي عن الاخوان وأحمد مفتي زادة في إيران
- أحمد مفتي زاده، رابطة أدباء الشام
- من هو العلامة أحمد مفتي زادة‌؟ (لغة فارسیة)
- الصور المختلفة للشیخ (لغة فارسیة)